# Боб и Абишола
„Боб и Абишола“ (на английски: Bob Hearts Abishola/BOB ❤️ ABISHOLA) е американски ситком на Чък Лори, Еди Городецки, Ал Хигинс и Джина Яшър, излъчен премиерно на 23 септември 2019 г. по „Си Би Ес“. Във сериала участват Били Гардел и Фолаке Оловофойеку като едноименните герои, а също и Кристин Еберсол, Мат Джоунс, Марибет Монро, Шола Адевуси, Бари Шабака Хенли, Травис Улф-младши, Верни Уотсън, Байо Акинфеми, Антъни Окунгбоуа и Яшър в поддържащи роли. През февруари 2021 г. сериалът е подновен за трети сезон, който се излъчва премиерно на 20 септември 2021 г. На 24 януари 2022 г. „Си Би Ес“ подновява сериала за четвърти сезон, който е излъчен премиерно на 19 септември 2022 г.

## В България
В България сериалът е излъчен премиерно по „Би Ти Ви Комеди“ на 22 април 2022 г. с разписание всеки делник от 20:00 ч. Дублажът е на студио „Медиа линк“. Ролите се озвучават от Яница Митева, Петя Миладинова, Цветослава Симеонова, Николай Николов и Емил Емилов. Преводът е на Пламен Узунов, а режисьор на дублажа е Михаела Минева.